# Волиця-Керекешина
Волиця-Керекешина — село в Україні, у Старокостянтинівській міській громаді Хмельницького району Хмельницької області. Населення становить 457 осіб. До 2020 орган місцевого самоврядування — Волице-Керекешинська сільська рада.

## Історія
Станом на 1886 рік в колишньому власницькому селі Старокостянтинівської волості Старокостянтинівського повіту Волинської губернії, мешкало 800 осіб, налічувалось 99 дворових господарств, існувала православна церква, постоялий будинок і винокурний завод.
У першій половині ХІХ ст. власниками села була родина графів Чацьких. У другій половині того ж століття власником був поміщик Прушинський.
За переписом 1897 року кількість мешканців зросла до 825 осіб (408 чоловічої статі та 417 — жіночої), з яких 816 — православної віри.
7 (20) листопада 1917 року, відповідно до.Третього Універсалу Української Центральної Ради, увійшло до складу Української Народної Республіки.
12 червня 2020 року, відповідно до розпорядження Кабінету Міністрів України № 727-р «Про визначення адміністративних центрів та затвердження територій територіальних громад Хмельницької області», увійшло до складу Старокостянтинівської міської громади.
19 липня 2020 року, після ліквідації Старокостянтинівського району, село увійшло до Хмельницького району.

## Населення

### Мова
Розподіл населення за рідною мовою за даними перепису 2001 року:
| Мова       | Кількість | Відсоток |
| ---------- | --------- | -------- |
| українська | 451       | 98.69%   |
| російська  | 6         | 1.31%    |
| Усього     | 457       | 100%     |

## Галерея

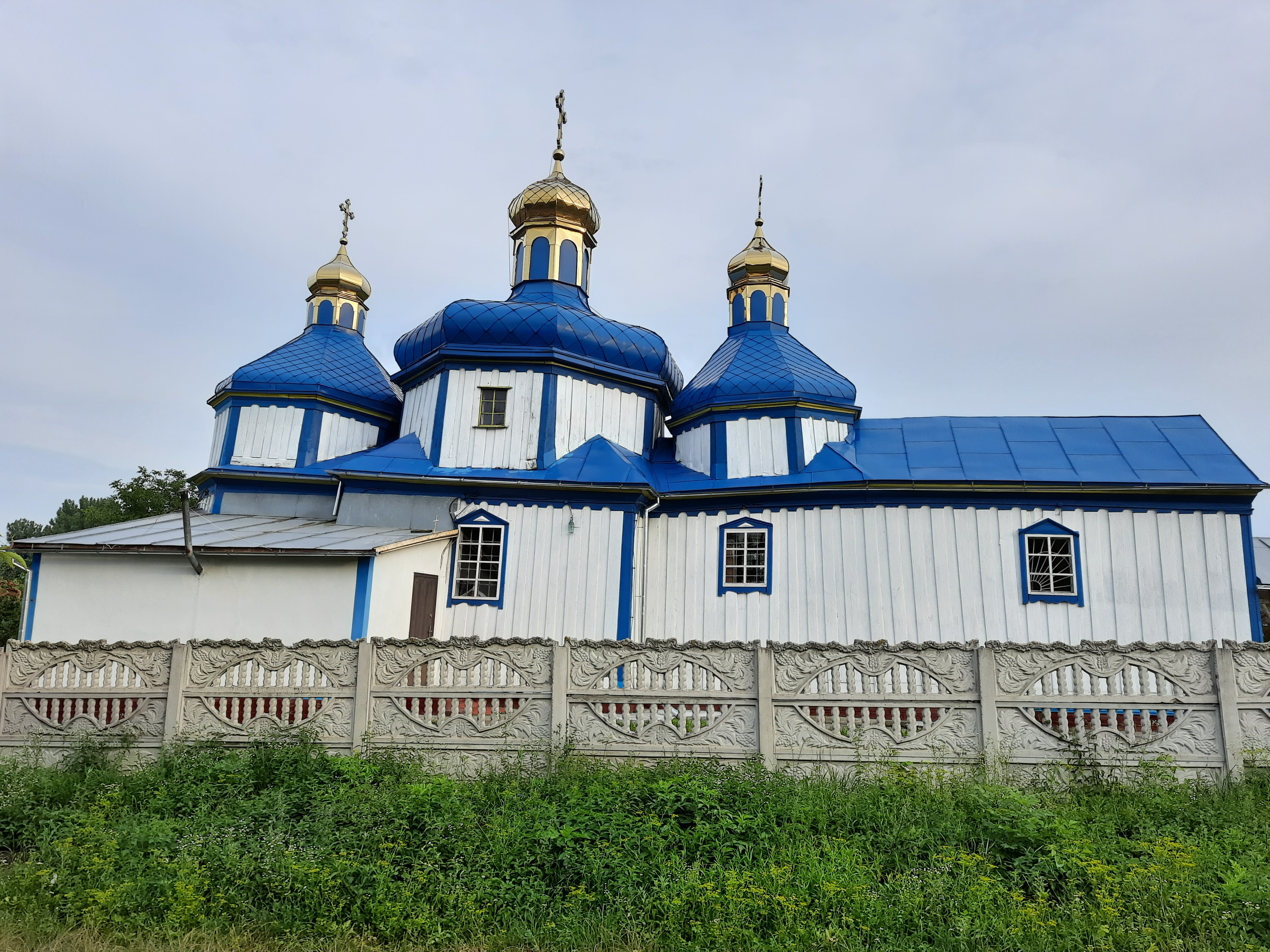
Покровська церква
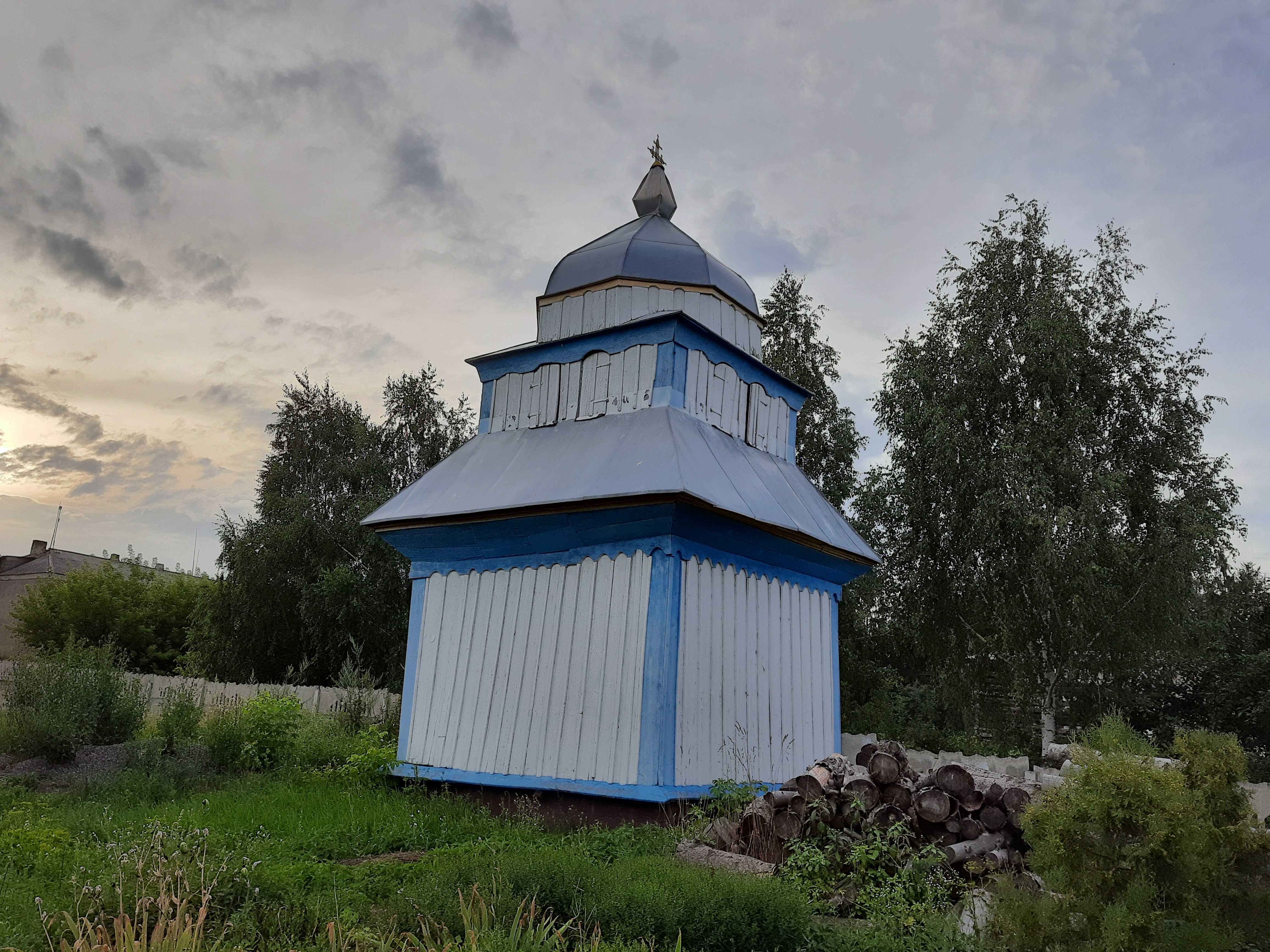
Дзвіниця Покровської церкви
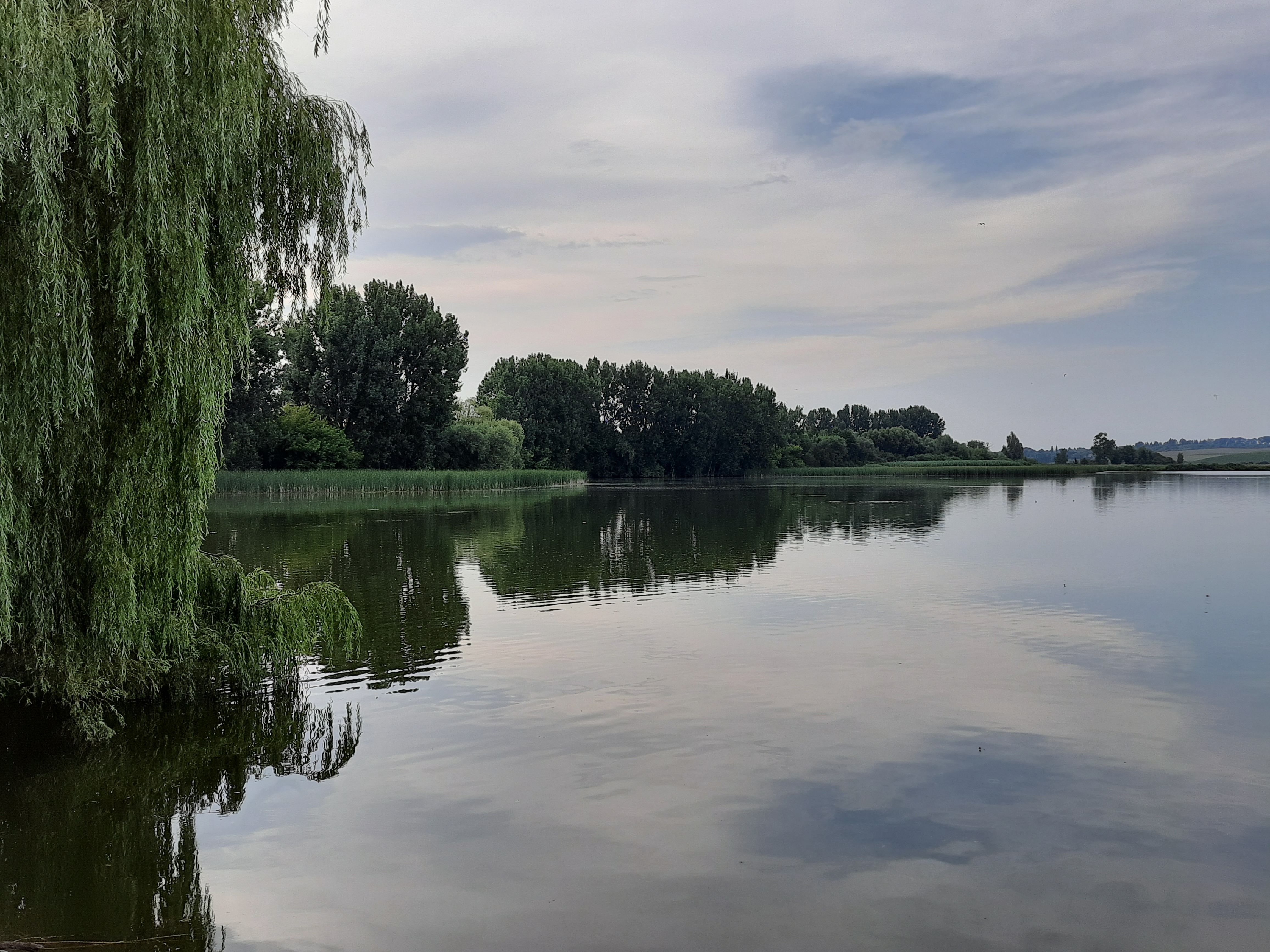
Став біля села